# Dichotomius inachoides
Dichotomius inachoides är en skalbaggsart som beskrevs av Felsche 1901. Dichotomius inachoides ingår i släktet Dichotomius och familjen bladhorningar. Inga underarter finns listade i Catalogue of Life.